# Cancrincola jamaicensis
Cancrincola jamaicensis är en kräftdjursart som beskrevs av C. B. Wilson 1913. Cancrincola jamaicensis ingår i släktet Cancrincola och familjen Cancrincolidae. Inga underarter finns listade i Catalogue of Life.